# 3e bataillon de parachutistes vietnamiens
Le 3e bataillon de parachutistes vietnamiens  (ou 3e BPVN, TDND 3 ou encore 3e Bawouan) est une unité parachutiste de l'Armée nationale vietnamienne constituée le 1er septembre 1952 à Hanoi en Indochine.

## Création et différentes dénominations
Il est formé à partir du 10e BPCP et comprend une compagnie de commandement (CCB) et 3 puis 4 compagnies de combat soit un effectif d'environ 1000 hommes.
C'est l'un des cinq bataillons de parachutistes vietnamiens créés entre 1951 et 1954 (avec les 1er, 5e, 6e et 7e BPVN), à la suite de la politique de De Lattre de Tassigny visant à la création d'une armée vietnamienne.

## Drapeau

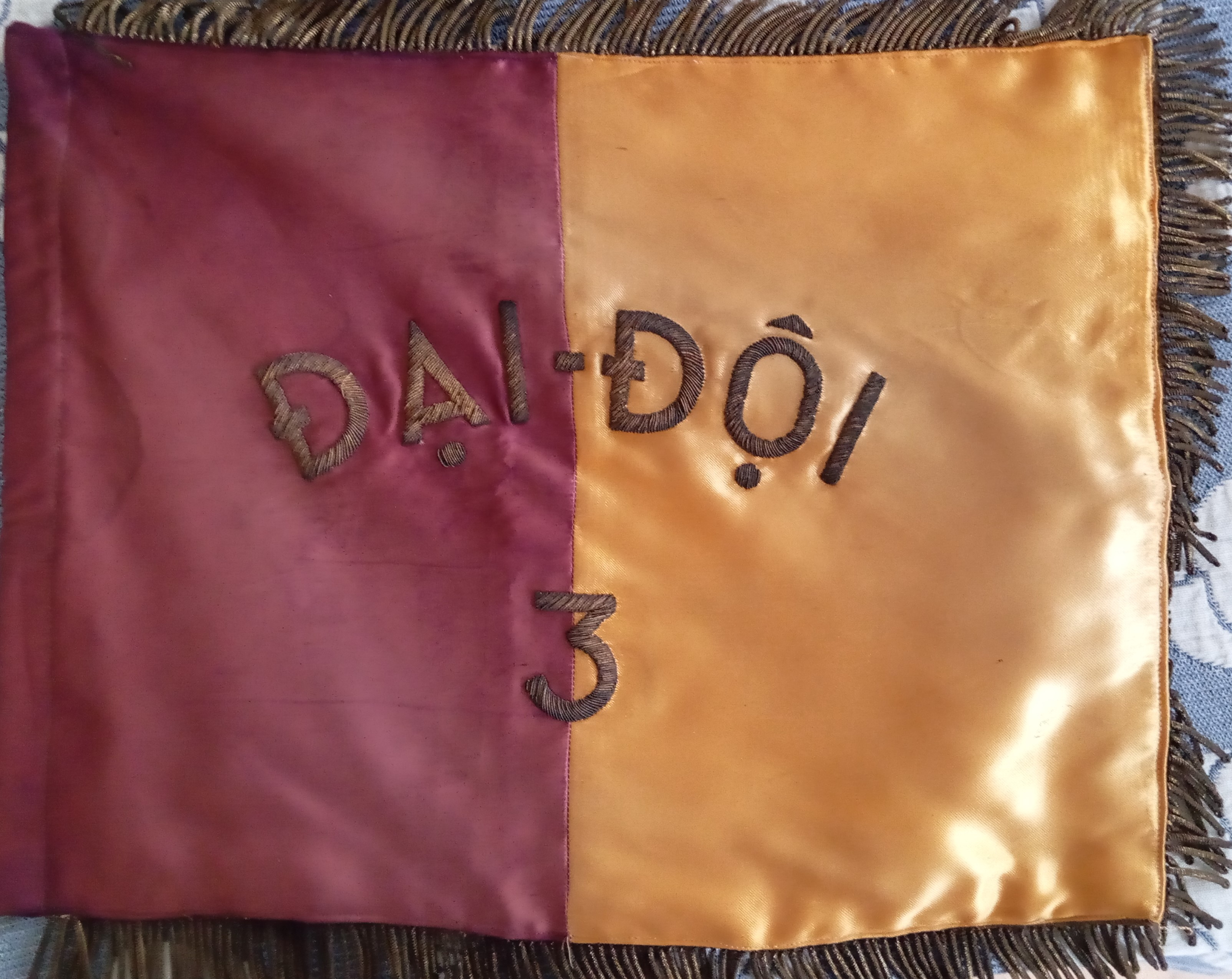
Fanion 3ieme BPVN

## Chefs de corps
- Chef de bataillon Monteil : septembre 1952 - juin 1953
- Chef de bataillon Mollo : juin 1953

## Historique des garnisons, campagnes et batailles
- Opération Mimosa : mai 1953
- Opération Camargue : juillet 1953
- Opérations Concarneau, Lamballe et Mont St Michel : août 1953
- Opération Flandre : septembre 1953
- Opération sur le poste de Ban Hine Siu
- Opération Églantine : juin 1954

## Sources et bibliographie
- Collectif, Histoire des parachutistes français, Société de Production Littéraire, 1975.